# Подґуркі (Мазовецьке воєводство)
Подґуркі (пол. Podgórki) — село в Польщі, у гміні Вежбиця Радомського повіту Мазовецького воєводства.
Населення — 159 осіб (2011).
У 1975-1998 роках село належало до Радомського воєводства.

## Демографія
Демографічна структура станом на 31 березня 2011 року:
|          | Загалом | Допрацездатний вік | Працездатний вік | Постпрацездатний вік |
| -------- | ------- | ------------------ | ---------------- | -------------------- |
| Чоловіки | 82      | 16                 | 61               | 5                    |
| Жінки    | 77      | 21                 | 38               | 18                   |
| Разом    | 159     | 37                 | 99               | 23                   |